# Castleford
Castleford är en stad i distriktet Wakefield, i grevskapet West Yorkshire, i England. Orten har 32 000 invånare.